# Píties (filla d'Aristòtil)
Píties (grec antic: Πυθιάς, llatí: Pythias) fou filla d'Aristòtil i de Píties d'Assos, germana o filla adoptiva d'Hèrmies.
Se'n sap poc, de la seva biografia. Es va casar tres vegades: la primera amb Nicanor d'Estagira, parent, potser nebot, del seu pare; després amb Procles de Teutrània; i la tercera vegada amb Metrodor el metge.